# Luisa Noeno
Luisa María Noeno Ceamanos (Almonacid de la Sierra, 1953) es una política española (PSOE). Desde el año 2004 es Consejera de Salud y Consumo del Gobierno de Aragón.

## Biografía
Luisa María Noeno es Graduado Social y diplomada en Ciencias Sociales. Obtuvo la licenciatura en Filosofía y Letras por la Universidad de Zaragoza y, con posterioridad, se formó específicamente en el ámbito de la Administración sanitaria, obteniendo el título de Dirección de hospitales por la Escuela Nacional de Sanidad, en Dirección financiera en la Escuela de Negocios de la CAI y máster en Administración sanitaria por el Instituto Carlos III de Madrid.
Su trayectoria profesional comienza en 1969. Hasta la fecha ha ocupado distintas responsabilidades administrativas en los hospitales San Juan de Dios y Clínico Universitario de Zaragoza, siendo secretaria en ambos hospitales. En 1989, siendo Gerente Alberto Larraz obtuvo la plaza de técnico de la Función administrativa en Instituciones Sanitarias y, entre 1988 y 1991. Bajo las órdenes de Alberto Larraz alcanzó el puesto de libre designación subdirectora de Gestión y Servicios Generales del Hospital Clínico Universitario. El Sindicato de Médicos SIMA, miembro de la CESM le pagó los viajes a Madrid con objeto de defender su sueldo en la mesa negociadora de la integración de los clínicos; ella era oficial administrativa, categoría inexistente en el Insalud por lo que tuvo que integrarse como Administrativa (secretaria). Como secretaria (administrativa) de la Mesa Provincial de Integración de Zaragoza, en 1988 también participó en el proceso de integración del Hospital Clínico Universitario en el Insalud.
En el periodo comprendido entre 1991 y 1999 el Gerente Aloberto Larraz la nombró directora de Gestión y Servicios Generales del Hospital Clínico, coordinando su remodelación integral. En 1999 Alberto Larraz la nombró secretaria general técnica del fepartamento de Salud, Consumo y Servicios Sociales. En febrero de 2002 el consejero de Sanidad Alberto Larraz la designó directora gerente del Hospital Miguel Servet de Zaragoza y, en octubre de 2003, gerente del Sector de Salud Zaragoza 2. El último nombramiento a propuesta de Alberto Larraz como consejera de Sanidad de Aragón, cargo que actualmente ocupa, se produjo en junio de 2007.